# Tobias Reithmeir
Tobias Reithmeir (* 13. August 1999) ist ein deutscher Fußballspieler.

## Karriere
Reithmeir spielte zunächst beim FC Ingolstadt 04. Im Januar 2016 wechselte er in die Jugend des 1. FC Heidenheim. Mit den A-Junioren von Heidenheim stieg er 2017 in die A-Junioren-Bundesliga auf. Zur Saison 2018/19 rückte er in den Profikader von Heidenheim auf. Sein Debüt in der 2. Bundesliga gab er im Februar 2019, als er am 21. Spieltag jener Saison gegen den SV Darmstadt 98 in der Startelf stand. Bis Saisonende kam er zu drei Zweitligaeinsätzen. Im Mai 2019 verlängerte er seinen Vertrag bei Heidenheim bis Juni 2021.
In der Saison 2019/20 spielte er jedoch keine Rolle mehr und so löste er seinen Vertrag im September 2019 auf. Nach fast zwei Monaten ohne Verein wechselte er im Oktober 2019 nach Österreich zum Zweitligisten SC Austria Lustenau, bei dem er einen bis Juni 2020 laufenden Vertrag erhielt. Nach zwei Einsätzen für Lustenau verließ er den Verein im Januar 2020 vorzeitig. Daraufhin kehrte er nach Deutschland zurück und wechselte zum Regionalligisten FC Bayern Alzenau.
Zur Saison 2020/21 wechselte Reithmeier zum Regionalligisten SV Rödinghausen, absolvierte dort 22 Ligapartien und erzielte zwei Treffer. Nach dem Ende der Spielzeit unterschrieb er dann einen Vertrag beim FC Gießen. Anschließend folgten Stationen bei Rot Weiss Ahlen und der BSG Chemie Leipzig.